# Chất kiềm
Trong hóa học, một chất kiềm (tiếng Anh:alkali /ˈælkəlaɪ/; từ tiếng Ả Rập: al-QALY "tro của cây saltwort") là một muối hoặc base của một nguyên tố kim loại kiềm hoặc kim loại kiềm thổ. Một chất kiềm cũng có thể được định nghĩa là một base hòa tan trong nước. Dung dịch base hòa tan có pH lớn hơn 7,0. Tính từ tính kiềm (alkaline) được dùng phổ biến như một từ đồng nghĩa với base, đặc biệt là các base hòa tan trong nước. Việc sử dụng rộng rãi thuật ngữ này có thể đã xuất hiện bởi vì kiềm là cơ sở đầu tiên được biết là tuân theo định nghĩa Arrhenius của một base, và chúng vẫn là một trong những base phổ biến nhất.

## Hydroxide kiềm
Hydroxide kiềm là hydroxide hòa tan của kim loại kiềm và kim loại kiềm thổ, trong đó ví dụ phổ biến là:
- Natri hydroxide – thường được gọi là "xút ăn da"
- Kali hydroxide – thường được gọi là "kali ăn da"
- Lye – thuật ngữ chung cho một trong hai hoặc trước đó cho một hỗn hợp
- Calci hydroxide – dung dịch bão hòa được gọi là " nước vôi"
- Magiê hydroxide – một chất kiềm không điển hình vì nó có độ hòa tan trong nước thấp (mặc dù phần hòa tan được coi là một base mạnh do sự phân ly hoàn toàn các ion của nó)

## Đất phèn (có kiềm)
Các loại đất có giá trị pH cao hơn 7.3 thường được xác định là có tính kiềm. Những loại đất này có thể có mặt ngoài tự nhiên, do sự hiện diện của muối kiềm. Mặc dù nhiều loại cây thích đất hơi base (bao gồm các loại rau như bắp cải và thức ăn gia súc như cỏ trâu), hầu hết các loại cây thích đất có tính axit nhẹ (với độ pH từ 6.0 đến 6.8), và đất kiềm có thể gây ra vấn đề cho cây trồng.

## Hồ kiềm
Trong các hồ kiềm (còn gọi là hồ soda), sự bay hơi tập trung các muối cacbonat tự nhiên, tạo ra một hồ nước kiềm và thường bị nhiễm mặn.
Ví dụ về hồ kiềm:
- Hồ kiềm, Lake County, Oregon
- Hồ Baldwin, Hạt San Bernardino, California
- Hồ Bear [2] ở biên giới Utah Idaho Idaho
- Hồ Magadi ở Kenya
- Hồ Turkana ở Kenya
- Hồ Mono, gần Thung lũng Owens ở California
- Hồ Redberry, Saskatchewan
- Hồ mùa hè, Quận Hồ, Oregon
- Hồ kẹp, Saskatchewan